# Milano-Torino 2002
La Milano-Torino 2002, ottantasettesima edizione della corsa, fu disputata il 16 ottobre 2002, per un percorso totale di 199 km. Venne vinta dall'italiano Michele Bartoli giunto al traguardo con il tempo di 4h37'44" alla media di 42,991 km/h.
Presero il via a Novate Milanese 192 ciclisti, 172 di essi portarono a termine la gara.

## Ordine d'arrivo (Top 10)
| Pos. | Corridore          | Squadra       | Tempo    |
| ---- | ------------------ | ------------- | -------- |
| 1    | Michele Bartoli    | Fassa Bortolo | 4h37'44" |
| 2    | Oscar Camenzind    | Phonak        | s.t.     |
| 3    | Gabriele Missaglia | Lampre        | s.t.     |
| 4    | Davide Rebellin    | Gerolsteiner  | s.t.     |
| 5    | Marco Serpellini   | Lampre        | s.t.     |
| 6    | Gerhard Trampusch  | Mapei         | s.t.     |
| 7    | Fabrizio Guidi     | Team Coast    | s.t.     |
| 8    | Peter Luttenberger | Tacconi Sport | s.t.     |
| 9    | Alessandro Guerra  | Index-Alexia  | s.t.     |
| 10   | David Millar       | Cofidis       | s.t.     |